# 다카하시시
다카하시시(일본어: 高梁市)는 일본 오카야마현에 있는 시이다. 오카야마현 중서부에 위치하고 히로시마현과 경계를 접한다.

## 지리
오카야마현 중서부에 위치하고 시역의 대부분이 기비 고원상의 구릉지인 주산칸 지역이다. 헤이세이 시정촌 대합병으로 히로시마현과 접하는 등 큰 폭으로 시역이 확대되었지만 오카야마시와 같이 옛 율령국 경계를 넘은 합병은 없었기 때문에 전역이 구라시키시, 소자시와 함께 구 빗추국에 해당한다.
시내에는 다카하시강이 북쪽에서 남쪽으로 관류하고 지류인 우칸강, 나리와강이 합류한다. 중심 시가지는 다카하시강과 나리와강이 합류하는 지점의 북쪽으로 퍼지는 분지에 위치하고 성시가 오래된 거리가 남아 있다. 또 나리와 지구의 중심지도 나리와강가 분지의 성시였다. 해발 고도는 분지부가 50~100m, 구릉부가 300~500m 정도이다.

## 인접하는 자치체
- 오카야마현 소자시, 이바라시, 니미시, 마니와시, 가가군 기비추오정
- 히로시마현 쇼바라시, 진세키군 진세키코겐정

## 역사
- 고대 - 현 시역의 다카하시강 동쪽 대부분은 가요군, 서쪽 대부분은 시모쓰미치군이었다. 훗날 동부는 조보군, 서부는 가와카미군으로 분리되었다.
- 에도 시대 - 빗추 마쓰야마번·나리와번이 성립해 성시·병영 마을이 형성되었다.
- 1871년 - 폐번치현으로 다카하시현·나리와현이 되었다.
- 1871년 11월 15일 - 빗추·빈고의 11개 현이 통합해 후카쓰현(오다현)이 설치되었다.
- 1875년 12월 10일 - 오다현이 오카야마현에 통합되었다.
- 1889년 6월 1일 - 정촌제 시행과 함께 조보군 다카하시촌과 마쓰야마촌이 성립하였다.
- 1929년 5월 10일 - 다카하시촌이 마쓰야마촌을 편입하였다.
- 1954년 5월 1일 - 조보군 다카하시정을 포함한 1정 8촌이 합병해 다카하시시가 성립하였다.
- 1955년 2월 1일 - 조보군 나카이촌을 편입하였다.
- 1970년 5월 1일 - 조보군 가요정의 일부를 편입하였다.
- 2004년 10월 1일 - 이웃한 조보군 우칸정과 가와카미군 나리와정·빗추정·가와카미정 등 1시 4정이 합병해 새로운 다카하시시를 신설하였다.

## 교통

### 철도
- 서일본 여객철도 하쿠비선

### 도로
- 오카야마 자동차도(일본어판)
- 국도 제180호선
- 국도 제313호선 (일본)(일본어판)
- 국도 제484호선 (일본)(일본어판)

## 관광
- 빗추 마쓰야마성

## 인구
| 연도                            | 인구   | ±%     |
| ------------------------------- | ------ | ------ |
| 1920                            | 63,587 | —      |
| 1925                            | 64,425 | +1.3%  |
| 1930                            | 63,823 | −0.9%  |
| 1935                            | 63,717 | −0.2%  |
| 1940                            | 61,704 | −3.2%  |
| 1945                            | 75,570 | +22.5% |
| 1950                            | 75,824 | +0.3%  |
| 1955                            | 74,013 | −2.4%  |
| 1960                            | 68,494 | −7.5%  |
| 1965                            | 60,554 | −11.6% |
| 1970                            | 53,270 | −12.0% |
| 1975                            | 49,330 | −7.4%  |
| 1980                            | 47,013 | −4.7%  |
| 1985                            | 45,760 | −2.7%  |
| 1990                            | 44,039 | −3.8%  |
| 1995                            | 43,115 | −2.1%  |
| 2000                            | 41,077 | −4.7%  |
| 2005                            | 38,799 | −5.5%  |
| 2010                            | 34,977 | −9.9%  |
| 2015                            | 32,075 | −8.3%  |
| 2020                            | 29,072 | −9.4%  |
| Takahashi population statistics |        |        |

## 기후
| 다카하시시의 기후                                            | 다카하시시의 기후 | 다카하시시의 기후 | 다카하시시의 기후 | 다카하시시의 기후 | 다카하시시의 기후 | 다카하시시의 기후 | 다카하시시의 기후 | 다카하시시의 기후 | 다카하시시의 기후 | 다카하시시의 기후 | 다카하시시의 기후 | 다카하시시의 기후 | 다카하시시의 기후 |
| 월                                                           | 1월               | 2월               | 3월               | 4월               | 5월               | 6월               | 7월               | 8월               | 9월               | 10월              | 11월              | 12월              | 연간              |
| ------------------------------------------------------------ | ----------------- | ----------------- | ----------------- | ----------------- | ----------------- | ----------------- | ----------------- | ----------------- | ----------------- | ----------------- | ----------------- | ----------------- | ----------------- |
| 역대 최고 기온 °C (°F)                                       | 17.0 (62.6)       | 22.4 (72.3)       | 25.8 (78.4)       | 31.6 (88.9)       | 34.1 (93.4)       | 36.7 (98.1)       | 38.9 (102.0)      | 39.3 (102.7)      | 37.0 (98.6)       | 31.8 (89.2)       | 25.1 (77.2)       | 19.2 (66.6)       | 39.3 (102.7)      |
| 일평균 최고 기온 °C (°F)                                     | 8.5 (47.3)        | 9.7 (49.5)        | 13.8 (56.8)       | 20.1 (68.2)       | 25.1 (77.2)       | 27.8 (82.0)       | 31.6 (88.9)       | 33.1 (91.6)       | 28.6 (83.5)       | 22.7 (72.9)       | 16.5 (61.7)       | 10.7 (51.3)       | 20.7 (69.2)       |
| 일일 평균 기온 °C (°F)                                       | 2.8 (37.0)        | 3.7 (38.7)        | 7.3 (45.1)        | 12.9 (55.2)       | 18.1 (64.6)       | 22.0 (71.6)       | 26.0 (78.8)       | 27.0 (80.6)       | 22.7 (72.9)       | 16.3 (61.3)       | 10.1 (50.2)       | 4.9 (40.8)        | 14.5 (58.1)       |
| 일평균 최저 기온 °C (°F)                                     | −1.2 (29.8)       | −0.9 (30.4)       | 1.8 (35.2)        | 6.6 (43.9)        | 12.1 (53.8)       | 17.4 (63.3)       | 22.0 (71.6)       | 22.8 (73.0)       | 18.5 (65.3)       | 12.0 (53.6)       | 5.9 (42.6)        | 1.0 (33.8)        | 9.8 (49.7)        |
| 역대 최저 기온 °C (°F)                                       | −8.3 (17.1)       | −10.0 (14.0)      | −5.5 (22.1)       | −2.2 (28.0)       | 1.0 (33.8)        | 7.6 (45.7)        | 12.8 (55.0)       | 15.1 (59.2)       | 6.5 (43.7)        | 2.4 (36.3)        | −2.2 (28.0)       | −6.1 (21.0)       | −10.0 (14.0)      |
| 평균 강수량 mm (인치)                                        | 39.4 (1.55)       | 48.8 (1.92)       | 90.2 (3.55)       | 96.9 (3.81)       | 125.6 (4.94)      | 166.5 (6.56)      | 195.2 (7.69)      | 112.3 (4.42)      | 162.1 (6.38)      | 93.0 (3.66)       | 56.4 (2.22)       | 46.2 (1.82)       | 1,230.3 (48.44)   |
| 평균 강수일수 (≥ 1.0 mm)                                     | 5.6               | 7.2               | 9.4               | 9.3               | 9.6               | 11.4              | 11.4              | 8.7               | 9.8               | 6.9               | 6.4               | 6.2               | 101.9             |
| 평균 월간 일조시간                                           | 135.2             | 130.7             | 164.7             | 186.1             | 193.8             | 134.8             | 148.1             | 182.0             | 146.0             | 154.4             | 135.1             | 124.1             | 1,831.2           |
| 출처: 일본 기상청 (평년값: 1991년~2020년, 극값: 1979년~현재) |                   |                   |                   |                   |                   |                   |                   |                   |                   |                   |                   |                   |                   |